# Aeriforme
Un corpo si trova allo stato aeriforme quando non ha una forma definita (è quindi un fluido) né un volume definito, in quanto tende ad espandersi, riempiendo completamente il recipiente che lo contiene. Si dice invece che un corpo è allo stato condensato se si trova allo stato solido o liquido.
Una qualsiasi sostanza al di sopra del suo punto di ebollizione può quindi essere definita come aeriforme. Un aeriforme può esistere anche al di sotto del punto di ebollizione, vaporizzando dal suo liquido.

## Aeriformi: gas e vapori
Formalmente, un gas è un aeriforme che si trova ad una temperatura superiore alla sua temperatura critica (temperatura al di sopra della quale una sostanza non può esistere allo stato liquido), e questo vuol dire che non può essere in alcun modo condensato per semplice compressione, cioè non può essere portato allo stato liquido comprimendolo a temperatura costante. 
Quando invece si trovano a temperatura inferiore alla loro temperatura critica, gli aeriformi si dicono in stato di vapore; un vapore può diventare quindi liquido quando è sufficientemente compresso a temperatura costante.